# The Accüsed
The Accüsed es una banda estadounidense de crossover thrash y hardcore punk formada en Seattle. 

## Historia

### Primeros años (1981–1986)
El grupo se inicia cuando Chewy Batterman, Dana Collins y Tom Niemeyer deciden crear una banda punk. Un año después, se uniría John Dahlin como vocalista, que solo duraría dos años (1982-1984). Con esta formación grabaron un álbum split junto a la banda The Rejectors. En 1984, John Dahlin abandonó la banda, pues el resto de miembros quería acercarse a un sonido más cercano al metal. Le sustituyó el vocalista Blaine Cook, que venía de una banda de hardcore punk llamada The Fartz, en la cual, por aquella época, se encontraba Duff McKagan (bajista de Guns N' Roses y de Velvet Revolver, entre otros) tocando la batería. Con esta nueva formación, lanzaron el EP Martha Splatterhead con la pequeña compañía discográfica "Condar Records". 

### Primer LP y siguientes trabajos (1986-1992)
En 1986, se editó su primer disco de larga duración, The Return of Martha Splatterhead, con la discográfica Subcore Records. Durante el tour del disco, el bajista Batterman abandonó el grupo, por lo que, para cubrir el puesto vacante, entró Alex "Maggot Brain" Sibbald. Al término de la gira, salió el disco More Fun Than an Open Casket Funeral, el cual, amplió significativamente el culto de la banda. Un año después, sale a la venta Martha Splatterhead’s Maddest Stories Ever Told, en el que aparece como invitado el guitarrista de Metal Church Kurdt Vanderhoof y el rapero Sir Mix a Lot. Este trabajo fue producido por el conocido Terry Date. En 1988, el batería Dana Collins abandonó la agrupación, y en su lugar entró Steve Nelson, pero únicamente para grabar el EP Hymns for the Deranged. 
En 1989, se unió a la agrupación como baterista oficial Josh Sinder y, con esta formación, grabaron el álbum Grinning Like an Undertaker, producido por otro nombre conocido: Jack Endino. Dos años más tarde, vio la luz el EP Straight Razor y, a su vez, Sinder (batería), abandonó el grupo para ingresar en la banda de grunge Tad. En su lugar entró Devin Karakash, para grabar el disco "Splatter Rock". Poco después, el guitarrista Tommy Niemeyer abandonó la banda para, junto al vocalista de Skin Yard Ben McMillan, formar la banda de grunge Gruntruck, a la que después se unirían Josh Sinder y Alex Sibbald. Poco después, estos dos darían comienzo a un proyecto llamado The Hot Rod Lunatics. Por su parte, el vocalista Blaine Cook, cantó durante un corto periodo de tiempo con el grupo The Black Nasty. En este punto dejó de existir la banda.

### Re-formación (2003 - 2010)
En 2003, Blaine Cook, Tom Niemeyer, Steve "O Ring" Nelson y Alex "Maggot Brain" Sibbald, revivieron The Accüsed y, en 2005, dieron vida a un nuevo disco llamado Oh, Martha!, con su propia compañía llamada Condar. Este LP, apareció en el top ten del año de la revista Revolver. Un tiempo después, todos los miembros de la banda, excepto Niemeyer, se marcharon (por rencillas con el propio Niemeyer) para formar Toe Tag, proyecto existente antes de la re-formación The Accüsed, pero dejado de lado tras la reunión de la misma. El guitarrista y uno de los fundadores de la banda, Tom Niemeyer, decidió continuar con el grupo con una formación nueva. Los miembros Brad Mowen, Dorando Hodous, Mike Peterson y Tom Niemeyer, sacaron dos temas llamados "Scotty Came Back" y "Fuck Sorry", los cuales en su día pudieron ser descargados en la página oficial del grupo. Con esta formación, se grabó el, hasta la fecha, último álbum de estudio del grupo,The Curse of Martha Splatterhead en  2009.

### Toe Tag/Martha's Revenge/The Accüsed AD
No se sabe la fecha exacta del inicio de esta banda formada por tres ex-The Accüsed Toe Tag, también conocidos como The Accüsed AD (y, durante un tiempo, también como Martha's Revenge). En su web oficial se dice que dejó de existir a principios del 2000 y se habla de "renacimiento" en 2004. En cualquier caso, la agrupación inicia actividad en estudio hasta nuestros días en forma de spits, EPs y LP en 2007. Esta banda suele tocar temas de The Accüsed en directo. Se esperaba nuevo material de estudio para el 2019, cosa que no sucedíó.

## Discografía
| LP - 1986: The Return of Martha Splatterhead - 1987: More Fun Than an Open Casket Funeral - 1988: Martha Splatterhead’s Maddest Stories Ever Told - 1990: Grinning Like an Undertaker - 1992: Splatter Rock - 2003: Oh Martha! - 2009: The Curse of Martha Splatterhead EP - 1985: Martha Splatterhead - 1988: Hymns for the Deranged - 1991: Straight Razor - 1992: Straight Razor (sencillo flexi regalado con un cómic.) - 1993: Murder in Berkeley (sencillo) - 2002: Paint it red (sencillo) | Demo - 1981-82: Brain Damage 1 and 2 (casete) Álbumes split - 1983: Accused/Rejectors Split-(o)- Please Pardon Our Noise, It Is The Sound of Freedom -b/w- Through My Mind's Eye (Split LP) - 1989: Accused/Morphius Split (sencillo de 7") Otros - 2005: Criminal Record (3 discos, 2 CD, 1 DVD; edición limitada de 200 copias) - 2006: Oh Martha! + Baked Tapes (CD con 19 pistas adicionales) - 2006: Oh Martha! + Baked Tapes (doble LP; 666 copias) - 2006: 34 Song Archives Tapes 1981-86 (CD) - 2006: Baked Tapes (CD) - 2006: The Archives Tapes 1981-1986 (doble LP, 1000 copias) - 2006: The Baked Tapes, Rare and Unreleased Splatter Rock (LP, splatter-vinilo de color, 1000 copias) - 2006: Oh, Martha! (LP 1000 copias) |

## Miembros
Miembros actuales
- Brad Mowen - voz
- Tom Niemeyer - guitarra
- Dorando Hodous - bajo
- Jaison Scott - batería

Exmiembros
- Dana Collins - batería
- John Dahlin - voz
- Chibon 'Chewy' Batterman - bajo
- Josh Sinder - batería
- Steve 'O Ring' Nelson - batería
- Blaine Cook - voz
- Alex Sibbald - bajo
- Prof. Iman A. Phid - bajo
- Devin Karakash - batería
- Nick Uttech - batería
- Diamond Vincent - bajo
- Mike "Nyge" Peterson - batería